# Cesare Benedetti (calciatore 1920-1990)
Cesare Benedetti (Alessandria, 28 novembre 1920 – Alessandria, 14 ottobre 1990) è stato un calciatore italiano, di ruolo attaccante.

## Carriera
Viene spesso confuso con il suo omonimo Cesare Benedetti (II), noto anche come artista con il nome di Benè, con il quale condivide sia l'anno di nascita che la militanza nella Roma in anni ravvicinati. Viene pertanto distinto come Cesare Benedetti (I).
Dopo una prima parte di carriera trascorsa nelle serie minori dopo la fine della guerra milita nel Como, con cui disputa due campionati di Serie B realizzando complessivamente 22 reti.
Nel 1941 viene ingaggiato dalla Roma come riserva di Amedeo Amedei, dove disputò due stagioni con un totale di 12 presenze ed 1 gol, e laureandosi nella stagione 1941-42 campione d'Italia.
Nel 1948 si trasferisce in Francia, dove resta tre anni disputando altrettante stagioni di Prima Divisione, la prima con l'Olympique Marsiglia, contribuendo con 9 reti all'attivo al terzo posto finale (annata 1948-1949), le due successive al Tolosa, dove ad un buon quarto posto nella prima stagione (nuovamente con 9 reti all'attivo) fa seguito la retrocessione nella seconda.
Nel 1951 fa rientro in Italia, proseguendo la carriera a livello di Serie C (con la Biellese) e IV Serie (vestendo fra l'altro la casacca della Pro Vercelli).
In carriera ha collezionato complessivamente 50 presenze e 20 reti nella Prima Divisione francese e 67 presenze e 22 reti nella Serie B italiana.

## Palmarès

### Club

#### Competizioni nazionali
- Campionato italiano: 1

Roma: 1941-1942